# Akseli Gallen-Kallela
Akseli Gallen-Kallela (phát âm tiếng Phần Lan: [ˈɑkseli ˈɡɑlːeːn ˈkɑlːelɑ]), tên khai sinh là Axel Waldemar Gallén (26 tháng 4 năm 1865 – 7 tháng 3 năm 1931), là một họa sĩ người Phần Lan. Ông được biết đến với các tác phẩm tranh minh họa cho hợp tuyển sử thi Kalevala. Ông khởi đầu sự nghiệp hội họa của mình bằng các tác phẩm  tranh hiện thực dân gian, rồi chuyển sang chủ đề Kalevala và Karelia theo trào lưu dân tộc lãng mạn. Vào thập niên 1890, ông sán tác một số họa phẩm nổi bật theo cả hai trường phái tượng trưng và hiện thực. Cuối thập niên 1900, các tác phẩm của ông dần mang đặc điểm của trào lưu biểu hiện, đặc biệt là các tác phẩm do ông thực hiện trong chuyến thăm châu Phi.
Một số tác phẩm tranh nổi tiếng của Gallen-Kallela bao gồm Đúc Sampo (1893), Symposion (1894), Ad Astra (1894), Bảo vệ Sampo (1896), Mẹ của ông Lemminkäinen (1897) và Lời nguyền của ông Kullervo (1899).
Ông đổi họ của mình thành Gallen-Kallela vào năm 1907.

## Cuộc đời và sự nghiệp

### Thời niên thiếu
Ông Akseli Gallen-Kallela được sinh ra tại thành phố Pori, Phần Lan trong một gia đình có cha mẹ là người nói tiếng Thụy Điển. Cha ông là Peter Gallén là một viên cảnh sát trưởng kiêm luật gia. Tuy được sinh ra tại Pori, ông lại dành nhiều thời gian sinh sống với gia đình tại huyện Tyrvää. Năm 11 tuổi, ông buộc phải lên thành phố Helsinki để học trường trung học vì cha ông không đồng tình với ước mơ của ông là trở thành một họa sĩ. Sau cái chết của cha mình vào năm 1879, ông bắt đầu theo học môn vẽ tại Hội Mỹ thuật Phần Lan (từ năm 1881 đến năm 1884) cũng như với thầy của mình là Adolf von Becker tại một trường vẽ tư thục.
- Ánh trăng chiếu lên cảnh vật, tác phẩm đầu tay của Gallen-Kallela
- Bé trai và con quạ, 1884 (fi)
- Con cá Sander đang thối rữa, 1884 (fi)

### Sống tại Paris

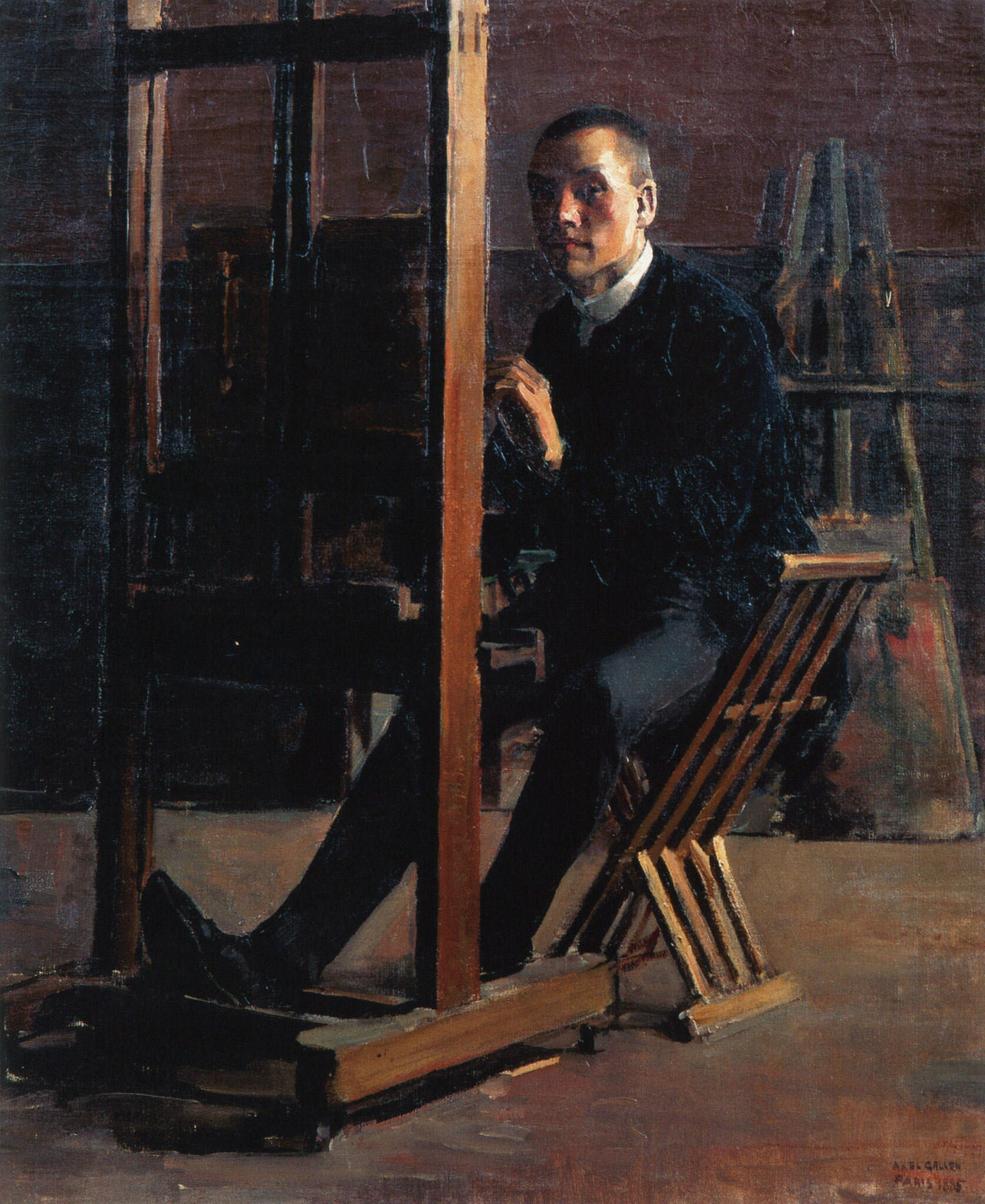
Bức tự họa tại giá vẽ, 1885

Năm 1884, ông chuyển về sống tại thành phố Paris để học trường mỹ thuật Académie Julian. Tại đây, ông kết giao với Albert Edelfelt – một họa sĩ người Phần Lan, họa sĩ người Na-uy Carl Dørnberger và nhà văn người Thụy Điển August Strindberg. Trong thời gian sống tại Paris, ông cũng có vài lần về thăm Phần Lan và rồi lại quay trở lại Paris.
- Sự sống và sự chết, 1884
- Sân sau nhà tại Paris, 1884 (fi)
- Bà lão và con mèo, 1885 (fi)
- Đại lộ tại Paris, 1885 (fi)
- Trong quán cà phê tại Paris, 1886
- Người đàn bà làm món cá hồi trắng, 1886
- Đời sống thôn quê mộc mạc, 1887 (fi)
- Bài học đầu tiên, 1887–1889
- Démasquée (n.đ. 'Khỏa thân'), 1888 (fi)
- Tắm hơi sauna, 1889 (fi)
- Sốt do vết thương hở, 1889 (fi)
- Cô gái trẻ trong nhà thờ cổ Keuruu, 1889 (fi)
[chú thích 1]

### Mary Slöör

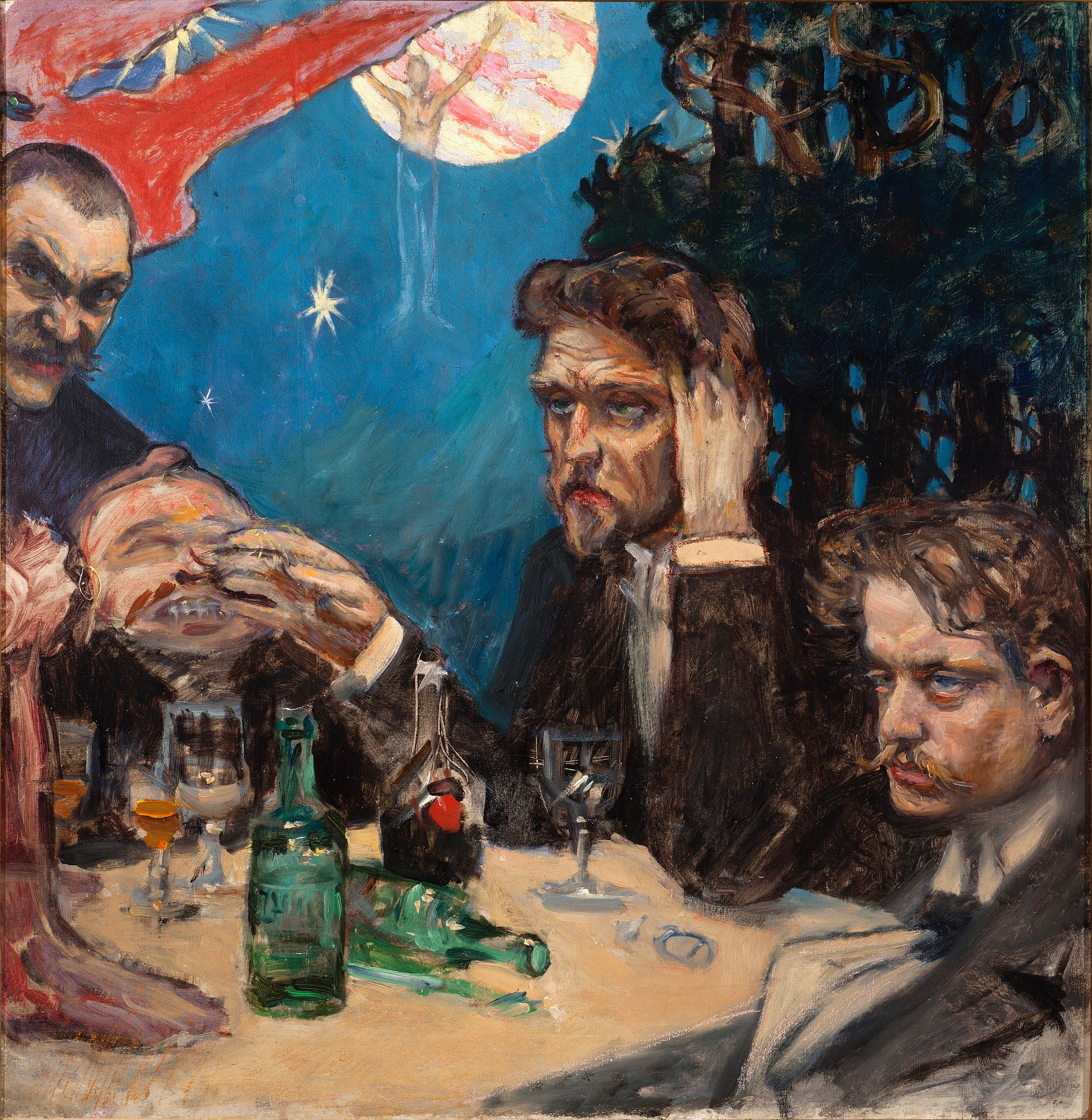
Rắc rối (Symposium), bức tranh khắc họa ông cùng Oskar Merikanto, Robert Kajanus và Jean Sibelius, 1894 (fi)

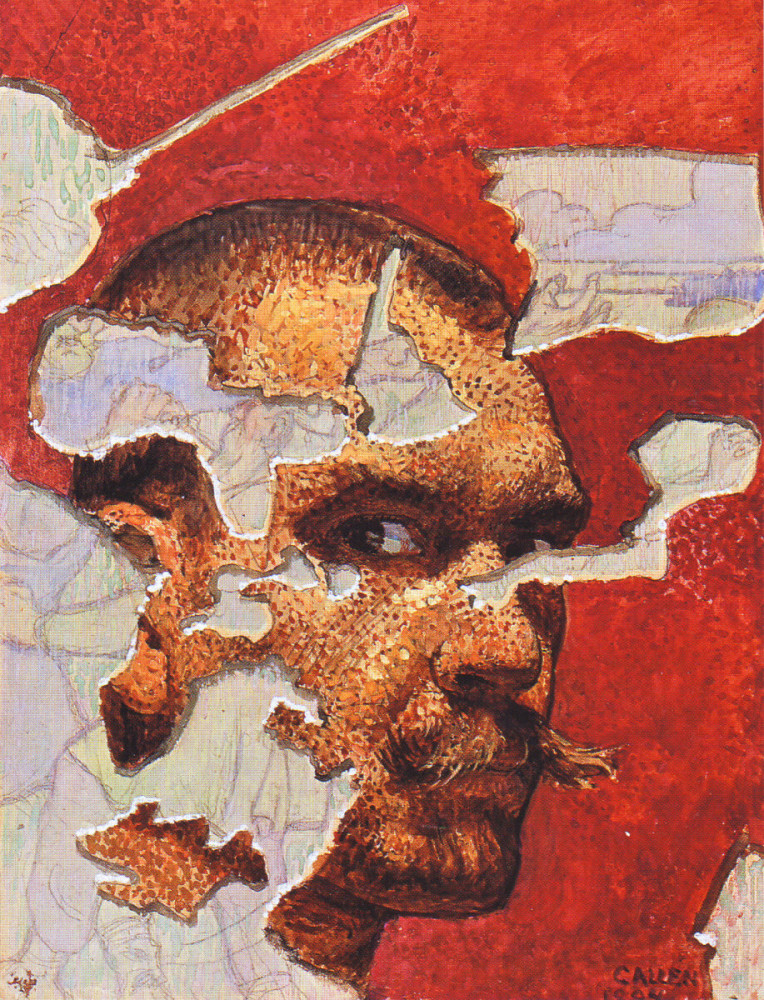
Bức bích họa Tự họa, 1894

Ông Gallen-Kallela lấy bà Mary Slöör làm vợ vào năm 1890. Họ có với nhau ba người con, trong đó có hai người con gái là Impi Marjatta, Kirsti và một người con trai là Jorma. Khi đang hưởng tuần trăng mật tại vùng Đông Karelia (Nga), họa sĩ Gallen-Kallela bắt đầu thu thập các chất liệu để phục vụ cho dự án tranh minh họa hợp tuyển sử thi Kalevala. Thời kỳ này các tác phẩm của ông thiên về chủ nghĩa lãng mạn, bao gồm các tác phẩm minh họa sử thi Kalevala (chẳng hạn như bức Truyền thuyết về Aino) và một số bức họa phong cảnh. Tuy vậy từ năm 1894, các tác phảm của ông chịu ảnh hưởng đáng kể bởi chủ nghĩa tượng trưng.
- Madonna (Mary và Marjatta), 1891 (fi)
- Truyền thuyết về Aino, Tam liên họa, 1891[4] (fi)
- Chàng trai chăn chiên ở huyện Paanajärvi, 1892
- Thác Mäntykoski, 1892–1894 (fi)
[chú thích 2]
- Tranh chân dung Phu nhân của họa sĩ, 1893
- Đúc Sampo, 1893 (fi)
- Chim gõ kiến đen, 1894[6][7] (fi)
- Conceptio Artis, 1894
- Sibelius, tác giả bản giao hưởng En saga, 1894
[chú thích 3]
- Ad Astra, 1894 (fi)

### Trích dẫn
1. 1 2 3 4 5  Reitala 1997.
2. ↑  Martin & Pusa 1985, tr. 5.
3. ↑  Musée d'Orsay 2012.
4. ↑  Hämäläinen 2018.
5. ↑  Okkonen 1916, tr. 248–261.
6. ↑  Sipilä 2019.
7. ↑  Leppänen 2020.
8. ↑  Ainola.
9. ↑  von Donsdorff 2017.

Bản mẫu:Akseli Gallen-Kallela